# David Hare
David Hare, född 5 juni 1947 i Saint Leonards-on-Sea, East Sussex, är en brittisk dramatiker, manusförfattare och regissör för teater och film. 1985 tilldelades han Guldbjörnen vid filmfestivalen i Berlin för filmen Wetherby. Han har också nominerats till två Oscar för bästa manus efter förlaga, 2003 för Timmarna (2002) och 2009 för The Reader (2008).

## Filmografi i urval
- 1989 – Strapless (manus och regi)
- 1985 – Wetherby (manus och regi)
- 1985 – Till varje pris (Plenty; manus)
- 1992 – Begär (manus)
- 2002 – Timmarna (manus)
- 2008 – The Reader (manus)
- 2011 – Page Eight (manus och regi)
- 2016 – Denial (manus)

## Teaterpjäser i urval
- Slag (1970)
- The Great Exhibition (1972)
- Brassneck (1973) (med Howard Brenton)
- Knuckle (1974)
- Fanshen (1975)
- Teeth 'n' Smiles (1975)
- Plenty (1978)
- A Map of the World (1982)
- Pravda (1985) (med Howard Brenton)
- The Bay at Nice, and Wrecked Eggs (1986)
- The Knife (1987) (med Nick Bicat och Tim Rose Price)
- The Secret Raptur (1988)
- Racing Demon (1990)
- Murmuring Judges (1991)
- The Absence of War (1993)
- Skylight (1995)
- Amy's View (1997)
- The Blue Room (1998)